# 房地产策划
房地产策划是在房地产领域内运用的科学规范的策划行为。它根据房地产开发项目的具体目标，以客观的市场调研和市场定位为基础，以独特的概念设计为核心，综合运用各种策划手段（如投资策划、建筑策划、营销策划等，还可以运用房地产领域外的其他手段，如体育、旅游、IT行业等），按一定的程序对未来的房地产开发项目进行创造性的规划，并以具有可操作性的房地产项目策划文本作为结果的活动。
它是贯穿房地产项目开发整个过程的一项极为重要的工作。从广义来说，房地产策划分为项目的前期定位策划、推广整合策划和销售招商策划三个内容。